# Shemurat Biẕat Zeta
Shemurat Biẕat Zeta (hebreiska: שמורת בצת זיתא) är ett naturreservat i Israel.   Det ligger i distriktet Haifa, i den norra delen av landet.